# Komin Stanisławskiego (Mały Kieżmarski Szczyt)

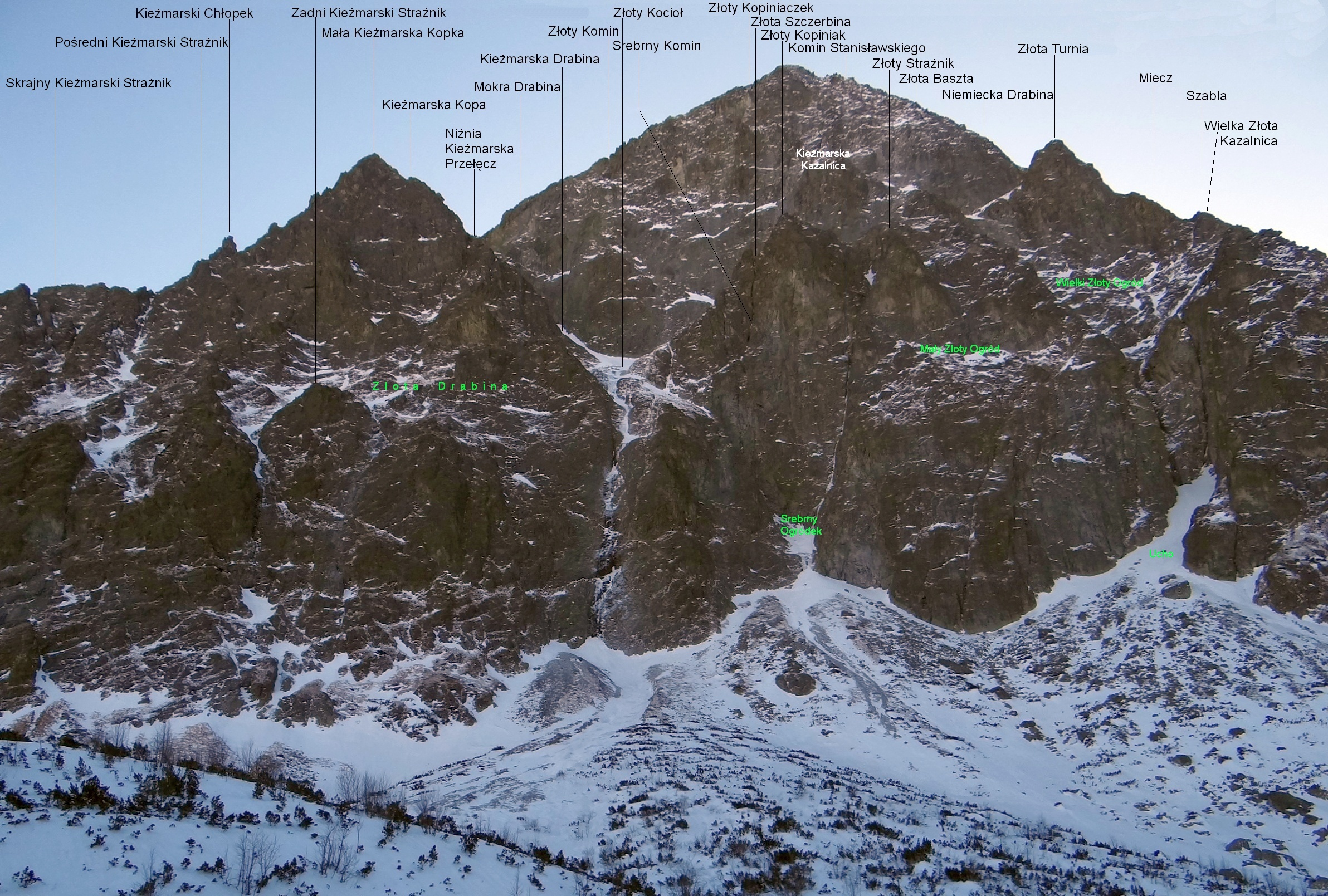

Komin Stanisławskiego (niem. Stanisławski-Kamin, słow. Stanisławského komín, węg. Stanisławski-kémény) – najwyższy z kominów na północnej ścianie Małego Kieżmarskiego Szczytu (Malý Kežmarský štít ) w słowackich Tatrach Wysokich. Nazwa upamiętnia polskiego taternika W. Stanisławskiego, który w wieku 24 lat zginął podczas wspinaczki na Kościołku w słowackich Tatrach. W środowisku wspinaczy skalnych Komin Stanisławskiego zwany jest popularnie Stanisławskim (słow. Veberovka) i prowadzi nim droga wspinaczkowa uznawana za klasyk wspinaczki na północnej ścianie Kieżmarskiego (V+ w skali tatrzańskiej).
- Pierwsze przejście całości (na Mały Kieżmarski Szczyt): Marian Paully i Jerzy Piotrowski, 11 sierpnia 1946,
- Pierwsze przejście zimowe Karel Cerman i Arno Puskas, 19–20 marca 1953[1]

Komin Stanisławskiego znajduje się w dolnej części ściany Małego Kieżmarskiego Szczytu (poniżej Niemieckiej Drabiny). Zaczyna się powyżej piargów Srebrnego Ogródka na dnie Zielonej Doliny Kieżmarskiej i pnie się pionowo w górę północną ścianą Małego Kieżmarskiego Szczytu. Wyżej jego lewe (patrząc od dołu) obramowanie tworzy północna grań Zlotego Kopiniaka, a prawe Złoty Strażnik i lewa grań Złotej Baszty. W górnej części Komin Stanisławskiego uchodzi do Srebrnego Kotła, powyżej którego szeroki żleb po około 30 m wyprowadza na przełączkę w Złotym Murze Z przełączki do Niemieckiej Drabiny około 20 metrowy zjazd na linie.
Komin przechodzi się 6 wyciągami na 50-metrowej linie.